# Беллемы
Беллемы или Дом Беллем (фр. Famille de Bellême) — французское семейство, которое владело значительными землями на территории герцогства Нормандия и в прилегающем к нему графстве Мэн в период с X по XII век. Члены данной семьи являлись владельцами замков в Беллеме, Алансоне, Домфроне и Си, а также титулов графов Шрусбери и Понтье.

## Возвышение
Первым исторически известным представителем семейства является Ив Беллем, отцом которого возможно был Ив де Крей (regis balistarius во дворе Людовика IV, что возможно означает должность начальника осадного вооружения). Центром их владений был замок Беллем, построенный недалеко от бывшей темницы Беллем на территории графства Мэн. Второй лорд, Вильям I Беллем, с согласия герцога Нормандии Ричарда I построил ещё два замка, по одному в Алансоне и Домфроне соответственно. Однако в уставе аббатства Лонле на земле Neustria Pia, он описывает себя как принцепса Вильяма и provinciae principatum gerens что означает, что он считал себя независимым лордом или же принцем своих земель. Его сыновья Фульк и Уэрин умерли ещё при смерти Вильяма, таким образом наследником стал Роберт. Роберт Беллем умер в тюрьме, оставив титул лорда Беллем своему брату Иву, который вскоре стал епископом Си. Вильям Талвас управлял землями Беллемов на правах своего брата епископа Си Ива Беллема до самой смерти последнего, после чего Вильям вступил в наследство в качестве лорда Беллем, Алансон и Домфрон. После печально известного инцидента с Вильямом Жиро, которого Вильям Талвас изувечил и ослепил, родственники Вильяма Жиро разграбили владения Беллемов в результате того, что Талвас не захотел принять бой. В свою очередь сын Талваса, который в то время был осуждаем всеми, Арнульф, сверг его и изгнал из бывших владений. Он скитался пока не нашел приют у семьи Монтгомери, так как Роджер Монтгомери согласился жениться на дочери Талваса Мабель Беллем в обмен на земли, которых лишился Вильям Талвас. Как итог, Мабель унаследовала основные владения её отца и вышла замуж за наследника самой влиятельной на тот момент семьи в Нормандии, а впоследствии её муж Роджер стал первым графом Шрусбери. Роджер не принимал непосредственно участия во вторжении в Англию, он остался управлять Нормандией в качестве одного из регентов, а также выделил 60 кораблей для армии Вильгельма. После покорения Англии Вильгельм отблагодарил Роджера за лояльность богатыми земельными наделами.

## Упадок

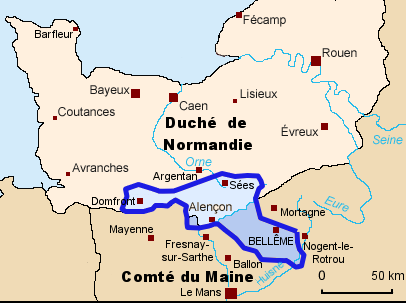
Карта владений дома Беллем.

Из всех женский персонажей, описанных Ордериком Виталием, у Мабель был самый хитрый и коварный характер. В одном из описаний Ордерик дает ей следующую характеристику: «маленького роста, очень разговорчива, способна на злые поступки, чрезвычайно жестокая и смелая, но в то же время довольно проницательна и с чувством юмора».
Дом Беллем на протяжении многих лет противостоял дому Жиро, и в продолжении этой борьбы Мабель задумала отнять земельные владения у Арнольда Эшафура, сына Вильгельма Жиро, которого её отец в прошлом изуродовал на свадебной церемонии. Ей удалось заполучить часть его владений после того, как герцог Вильгельм согласился на её с Роджером уговоры конфисковать данные земли. Однако в 1063 году герцог пообещал Арнольду прощение, и чтобы избежать этого Мабель задумала убить Арнольда. Она попыталась угостить Арнольда отравленной чашой с вином, но он отказался пить, а выпил это отравленное вино брат её мужа, который впоследствии скончался. После этого она подкупила одного из слуг Арнольда и передала ему этот яд, от действия которого Арнольд и умер.
После этих событий Мабель продолжила свои бесчинства, в результате которых многие дворяне лишились своих земель и стали нищими. В 1077 году она с помощью войска отняла наследственные земли у Хью Бунеля. Однако два года спустя, когда она принимала ванну в своем замке её убил тот самый Хью Бунель. Хью с помощью трёх братьев смог проникнуть в замок и отрубить Мабель голову. Преступникам удалось убежать, уничтожив за собою мост. Мабель была убита 2 декабря 1079 года и похоронена через 3 дня в Троарне.
После смерти Мабель её владения унаследовал сын Роберт Беллем, 3-й граф Шрусбери, который продолжил агрессивную политику своей матери. Он построил несколько замков, чтобы обеспечить контроль над разросшимися владениями Беллемов и в результате такой фортификационной политики в его управлении оказалось 40 замков. В 1098 году умер младший брат Роберта Хью и он унаследовал английские владения своего отца, в том числе графство Шрусбери и Арундел. Также он приобрел графство Понтье jure uxoris, то есть по праву своей жены. В результате Роберт стал не только самым могущественным бароном Нормандии, но и одним из наиболее влиятельных в Англии. Однако Роберт неоднократно восставал против короля Англии и герцога Нормандии. В 1102 г. Роберт Беллемский был обвинён королём Англии в совершении 45 преступлений, среди которых значительное место занимали беззакония и зверства, чинимые графом в его владениях, и вызван в суд. Роберт отказался предстать перед королевским судом и стал готовиться к обороне. Войска, посланные на борьбу с графом, возглавил сам Генрих I. Вскоре были взяты Эрандел, Тикхилл и Бриджнорт. Последним пал Шрусбери, где был захвачен сам граф Роберт. По свидетельству Ордерика Виталия известие о пленении Монтгомери было встречено простым населением с ликованием как избавление от тирании графа. Король вскоре отпустил Роберта на свободу и позволил ему покинуть пределы королевства, конфисковав однако все его земельные владения в Англии и лишив титула графа Шрусбери.
Вернувшись в Нормандию, Роберт Монтгомери был атакован войсками герцога Роберта Куртгёза, действующего по соглашению с королём Англии. Однако Роберту удалось нанести поражение армии герцога и принудить его в 1103 году к унизительному примирению, в соответствии с которым Роберт не только получил свои владения и замки, но и доходы с епископства Сэ. Это примирение было воспринято королём Генрихом I как нарушение Куртгёзом условий Алтонского соглашения. Англия стала готовиться к вторжению в Нормандию. Уже в 1104 году Генрих I укрепил Домфрон и другие свои замки в герцогстве и путём раздачи денежных субсидий привлёк на свою сторону часть нормандских баронов и многие города. Английскому королю удалось также заручиться нейтралитетом или поддержкой соседних государств — Анжу, Фландрии, Бретани. На стороне герцога Роберта осталась лишь небольшая часть аристократии во главе с Монтгомери. В 1105 году английские войска высадились в Нормандии и захватили Котантен. Решающая битва состоялась 28 сентября 1106 году у замка Таншбре. В сражении Роберт Беллемский командовал арьергардом, и, увидев полный разгром нормандской армии, покинул поле боя. Куртгёз был пленён и увезён в Англию. Нормандское герцогство перешло под власть английского короля.
После битвы при Таншбре Роберт Беллемский примирился с королём Генрихом I и, хотя был вынужден вернуть незаконно занятые герцогские замки, сохранил за собой свои владения. Тем не менее интриги Роберта против центральной власти не прекратились. Он сблизился с королём Франции и графом Фландрии и в 1111 году стал инициатором выступления части нормандских баронов против короля. Этот мятеж, однако, был быстро подавлен. В 1112 году Роберт в качестве посла короля Людовика VI отправился ко двору Генриха I. Однако по прибытии он был немедленно арестован и заключён под стражу в крепость Шербур. Позднее Роберта перевезли в Англию и поместили в замок Уарем в Дорсете. Здесь он оставался до своей смерти, последовавшей после 1130 года, точная дата неизвестна.

## Беллемы-епископы
Уже в начале второй половины X века Беллемы владели епископствами Ле-Ман и Си. Сигфруа желал получить епископство Ле-Ман и предложил графу Анжу Жоффруа I деревню Кулен, а также виллу Диссе-сю-Курсильон с правом сбора налогов, если бы последний смог использовать своё влияние при назначении нового епископа. Жоффруа ходатайствовал перед королём Лотарем за Сигфруа, который, в итоге, стал епископом в 970 или 971 году. Хотя происхождение Сигфруа точно не установлено, известно, что его сестра вышла замуж за Ива Беллема, а их ребёнок — Авигод Беллем — стал преемником Сигфруа после смерти последнего в качестве епископа Ле-Ман в 997 году. После смерти Авигода в 1036 году епископом стал его племянник Жерве де Шато-дю-Люр, сын сестры Хильдебурги Беллем, который в 1055 году стал архиепископом Реймса.

## Известность
Хронисты герцогства Нормандия, Вильям Хьюмиджес и Ордерик Виталий, описывали нескольких членов семейства как коварных и обманчивых личностей. В то время как Вильям Тавлас был наряду с другими Беллемами коварным и корыстным человеком, но во лжи и жестокости он превзошел всех. Он женился на Хильдебурге, дочери дворянина Арнульфа, и согласно Ордерику Виталию Вильям задушил её по пути в церковь, так как она возлюбила Бога и отказалась участвовать в коварных деяниях Вильяма. Второй известный случай произошел на праздновании второй свадьбы Вильяма, на которую он пригласил своего вассала Вильяма Жиро. Ничего не подозревая Вильям Жиро прибыл на свадьбу но тут же был схвачен солдатами Тавласа, а затем заключен в тюрьму и подвергнут пыткам. Его ужасно изувечили и ослепили перед тем как отпустить. Вильям Жиро чудом остался жив и оставшуюся часть жизни он провел в качестве монаха в аббатстве Бэк.
Из всех женский персонажей, описанных Ордериком Виталием, у Мабель Беллем был самый хитрый и коварный характер. В одном из описаний Ордерик дает ей следующую характеристику: «маленького роста, очень разговорчива, способна на злые поступки, чрезвычайно жестокая и смелая, но в то же время довольно проницательна и с чувством юмора».
Но Ордерик был наиболее сильно настроен против Роберта Беллема. Основой враждебного отношения Ордерика к Роберту и остальным представителям дома Беллем возможно была давняя вражда между Беллемами и семьей Жиро, покровителями аббатства Святого Эвруля, в котором жил Ордерик.